# Alexandre Dupré
Pour les articles homonymes, voir Dupré.
Alexandre Dupré, né le 27 mars 1815 à Pontlevoy (Loir-et-Cher) et mort le 24 janvier 1896 à Bordeaux (Gironde), est un bibliothécaire et avocat français.

## Biographie
Après avoir étudié la philosophie au collège de Pontlevoy, il suit des études de droit et obtient le titre d'avocat, mais il semble qu'il n'exercera jamais cette activité.
À ce métier d'avocat, il préfère celui de bibliothécaire, et sera successivement bibliothécaire-adjoint puis, à partir de 1850, bibliothécaire de la ville de Blois. Il occupe ce poste pendant près de 30 ans avant d'être démis de ses fonctions le 5 mars 1878, à la suite de désaccords avec la municipalité. Ces désaccords trouvent leur origine dans une série d'articles de Dupré sur la Terreur à Blois parus dans Le journal de Loir-et-Cher.
Alexandre Dupré a laissé une trace comme historien local, membre de plusieurs sociétés savantes et auteur de plusieurs monographies, dont une Histoire de Blois en deux tomes publiée en 1846 en collaboration avec le député Louis-Catherine Bergevin.   

## Publications
- Louis-Catherine Bergevin et Alexandre Dupré, Histoire de Blois, 1846, 614 p. (ISBN 978-5-519-07069-0, vol. 1 : https://books.google.com/books?id=ltZCAAAAYAAJ et vol. 2 : https://books.google.com/books?id=v2LRGImW0isC&pg)
- Alexandre Dupré, bibliothécaire de la ville de Blois - Société archéologique d'Eure-et-Loir, « Les comtesses de Chartres et de Blois - Étude historique p. 198 à 236 », sur gallica.bnf.fr, 1er janvier 1872.

## Odonymes
La ville de Blois lui rend hommage avec la rue Dupré, en Vienne.